# Thiollierea macrophylla
Thiollierea macrophylla är en måreväxtart som först beskrevs av Adolphe-Théodore Brongniart, och fick sitt nu gällande namn av Baum.-bod.. Thiollierea macrophylla ingår i släktet Thiollierea och familjen måreväxter. Inga underarter finns listade i Catalogue of Life.